# Kouchans
Les Kouchans, Kouchanes, Couchanes, Kushan ou Kušana, sont un peuple de langue indo-européenne d'Asie centrale et du sous-continent indien. Ils étaient une fraction des Yuezhi : celle qui créa l'Empire kouchan.

## Nom et langues
Le nom de « Kouchan » dérive du chinois Guishuang (chinois simplifié : 贵霜 ; chinois traditionnel : 貴霜 ; pinyin : guìshuāng) qui désignait l'une des cinq tribus des Yuezhi (月氏), une confédération peu structurée de peuples indo-européens, qui parlait probablement des versions de la langue tokharienne. Une fois installés en Inde, les Kouchans adoptèrent le prâkrit gāndhārī, autre langue indo-européenne, issue du sanskrit.

## Histoire

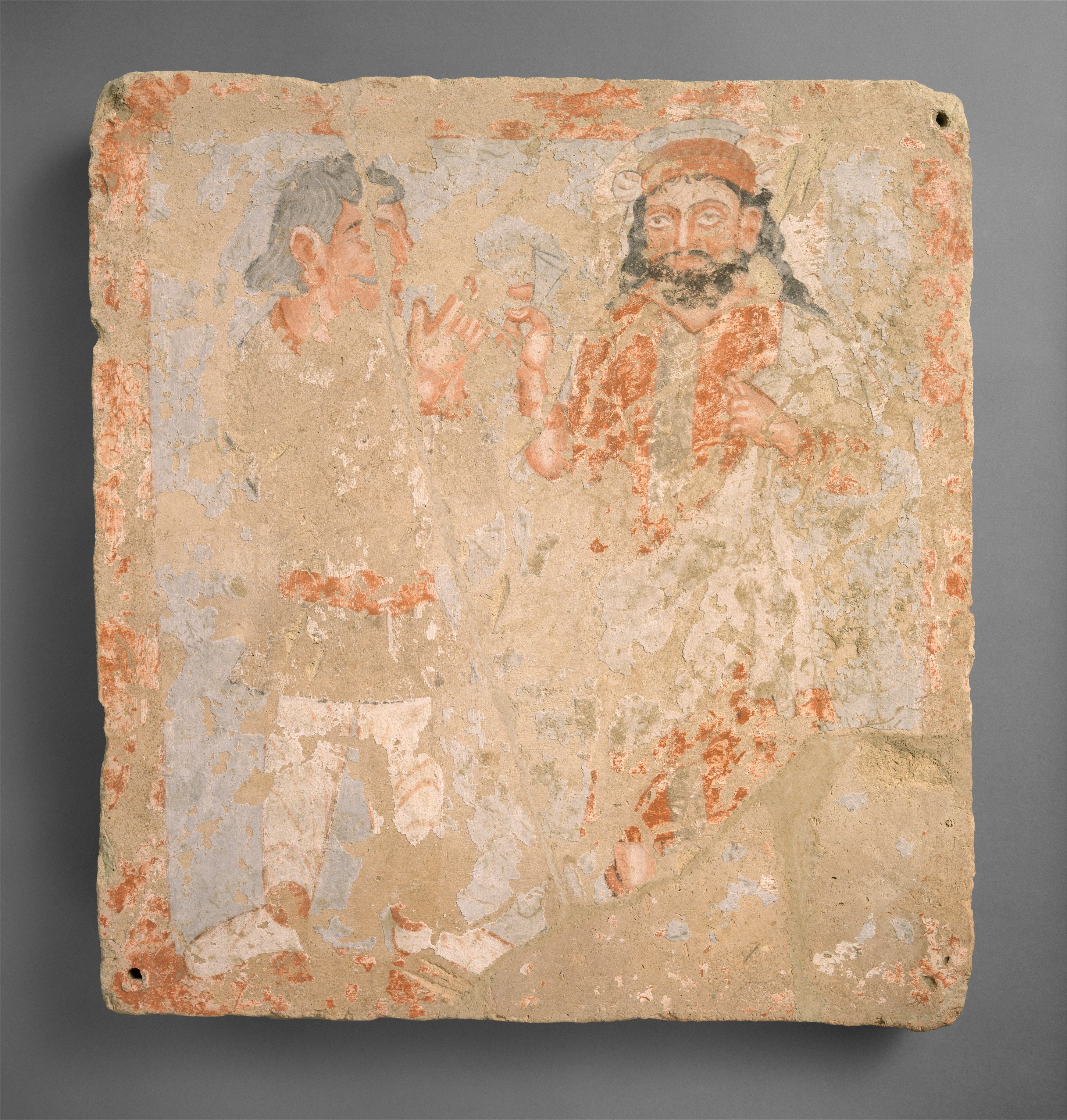
Fresque d'art kouchan du IIIe siècle représentant un orant et le dieu Zeus-Serapis-Ohrmazd (Metropolitan Museum of Art).

L’Empire kouchan, centré autour des actuels Afghanistan, Pakistan et Inde du nord, prospéra approximativement entre le Ier siècle et le IIIe siècle de notre ère, mais la chronologie est incertaine et débattue. Le souverain kouchan le plus connu est Kanishka Ier, qui régna de 78 à 98 ou de 127 à 150 environ et favorisa l'expansion du bouddhisme et, en assimilant l'héritage culturel hellénistique de Bactriane et du bassin de l'Indus, fit évoluer l'art gréco-bouddhique de Gandhara vers l'art serindien. Les talibans ont détruit en 2000 sa statue, une pièce unique du musée de Kaboul en Afghanistan, mais, des images en subsistent.
Les Kouchans s'assimilèrent aux populations indo-européennes qu'ils ont dominées et disparurent ainsi en tant que classe dominante, remplacés dans ce rôle par les Kidarites, les Gouptas et les Huns hephtalites.

## Liste des souverains
Les dates, incertaines, sont données à titre indicatif :
- 40-95 ou 40-90 : Kujula Kadphisès  (fondateur de l'Empire kouchan)
- 95-100 ou 90-95 : Vima Takto (ou Vima Taktu)
- 97-110 ou 92-110 : « Soter Megas » (usurpateur, ou titre grec « grand sauveur » de Vima Takto ?)
- 100-127 ou 105-127 : Vima Kadphisès
- 127-150 ou 105-127 : Kanishka Ier,
- ? : Vasishka
- 140-183 : Huvishka
- 191-225 : Vasudeva Ier